# National Cup 2019 (hockey su pista)
La National Cup 2019 è stata la 97ª edizione della principale coppa nazionale inglese di hockey su pista riservata alle squadre di club. Il trofeo è stato vinto dal King's Lynn per la prima volta nella sua storia.

## Risultati

### Quarti di finale
| Squadra 1        | Risultato | Squadra 2                 |
| ---------------- | --------- | ------------------------- |
| 9 febbraio 2019  |           |                           |
| Invicta          | ? - ?     | Soham                     |
| 16 febbraio 2019 |           |                           |
| Grimsby          | ? - ?     | Herne Bay United          |
| King's Lynn      | ? - ?     | Ely and Chesterton United |
| Middlesbrough    | ? - ?     | Londra                    |

### Semifinali
| Squadra 1        | Risultato | Squadra 2 |
| ---------------- | --------- | --------- |
| 23 febbraio 2019 |           |           |
| Grimsby          | ? - ?     | Londra    |
| King's Lynn      | ? - ?     | Soham     |

### Finale
| Squadra 1      | Risultato | Squadra 2   |
| -------------- | --------- | ----------- |
| 22 giugno 2019 |           |             |
| Grimsby        | 1 - 4     | King's Lynn |

## Campioni
| Vincitore National Cup 2019 |
| --------------------------- |
| King's Lynn 1º titolo       |